# Albaneser
Albaneser var omkring 700-talet efter Kristus en skara folk av manikeisk tro bosatta i dagens Albanien. Det är litet känt om folket förutom att de var en av flera sekter ur manikeismen som fortsatte att frodas.